# 弗吉尼亚城 (蒙大拿州)
弗吉尼亚城（英語：Virginia City）是位于美国蒙大拿州麥迪遜郡的一座城市，也是该县的县治所在。面積2.4平方公里，根據2020年美國人口普查，共有人口有219人。